# هيذر ماي إريكسون
هيذر ماي إريكسون (بالإنجليزية: Heather Mae Erickson)‏ هي خزافة أمريكية، ولدت في 22 فبراير 1977 في ويلمنغتون في الولايات المتحدة.